# Jan Kurdwanowski
Jan Kurdwanowski (ur. 7 października 1924 w Warszawie, zm. 13 czerwca 2018) – polski lekarz, uczestnik powstania warszawskiego (pseudonim „Krok”), autor wspomnień.

## Życiorys
Syn Władysława i Marii z domu Pilitowska. Przed wojną mieszkał na Powiślu przy ul. Cecylii Śniegockiej 10. W 1936 rozpoczął naukę w I Państwowym Gimnazjum i Liceum im. Stefana Batorego, gdzie w 1942 na tajnych kompletach uzyskał maturę. Następnie rozpoczął studia medyczne w Szkole Sanitarnej Jana Zaorskiego, przerwane przez wybuch powstania. Był żołnierzem 3. kompanii Batalionu „Chrobry I”, Grupy AK Północ, Zgrupowania „Kryska”. Walczył na Woli, Starym Mieście i Czerniakowie. Jako jedna z 9 osób przeżył zbombardowanie Pasażu Simonsa 31 sierpnia 1944 (zginęło 370). Ze Śródmieścia kanałami przedostał się na Czerniaków, gdzie brał udział w walkach o dom przy ulicy Okrąg 2. Po upadku Czerniakowa został umieszczony w obozie przejściowym w Pruszkowie, skąd uciekł. Bezpośrednio po wojnie działał w antykomunistycznym oddziale Jana Kempińskiego. 
W 1950 uzyskał dyplom lekarza na Akademii Medycznej w Gdańsku pod kierunkiem Henryka Brokmana. Specjalizował się w pediatrii. W latach 1951–1953 był ordynatorem szpitala dziecięcego w Elblągu, w latach 1953–1957 asystentem w klinice dziecięcej w Warszawie przy ul. Działdowskiej. W 1957 wyjechał na wycieczkę do Włoch, z której nie wrócił do Polski. W 1960 zamieszkał w Nowym Jorku, gdzie praktykował jako psychiatria. 

## Twórczość literacka
- Mrówka na szachownicy, Nowy Jork 1983, Warszawa 1993, 1999.
- Jak wybrałem wolność na Zachodzie, Warszawa, 1995, 1999.
- Incident in the Far North.